# Society for the Diffusion of Useful Knowledge
A Society for the Diffusion of Useful Knowledge  (SDUK), em tradução para o português Sociedade para a Difusão do Conhecimento Útil, foi fundada em Londres em 1826, principalmente por incentivo do Membro do Parlamento Whig Henry Brougham, com o objetivo de publicar informações para pessoas que não conseguiam obter ensino formal ou que preferiam a autoeducação. Era uma instituição, em grande parte, formada por Whig. Publicou textos financeiramente acessíveis que buscavam adaptar material científico e íntegro para um público leitor em rápida expansão. Durou vinte anos, até ser dissolvida em 1846.

## Surgimento

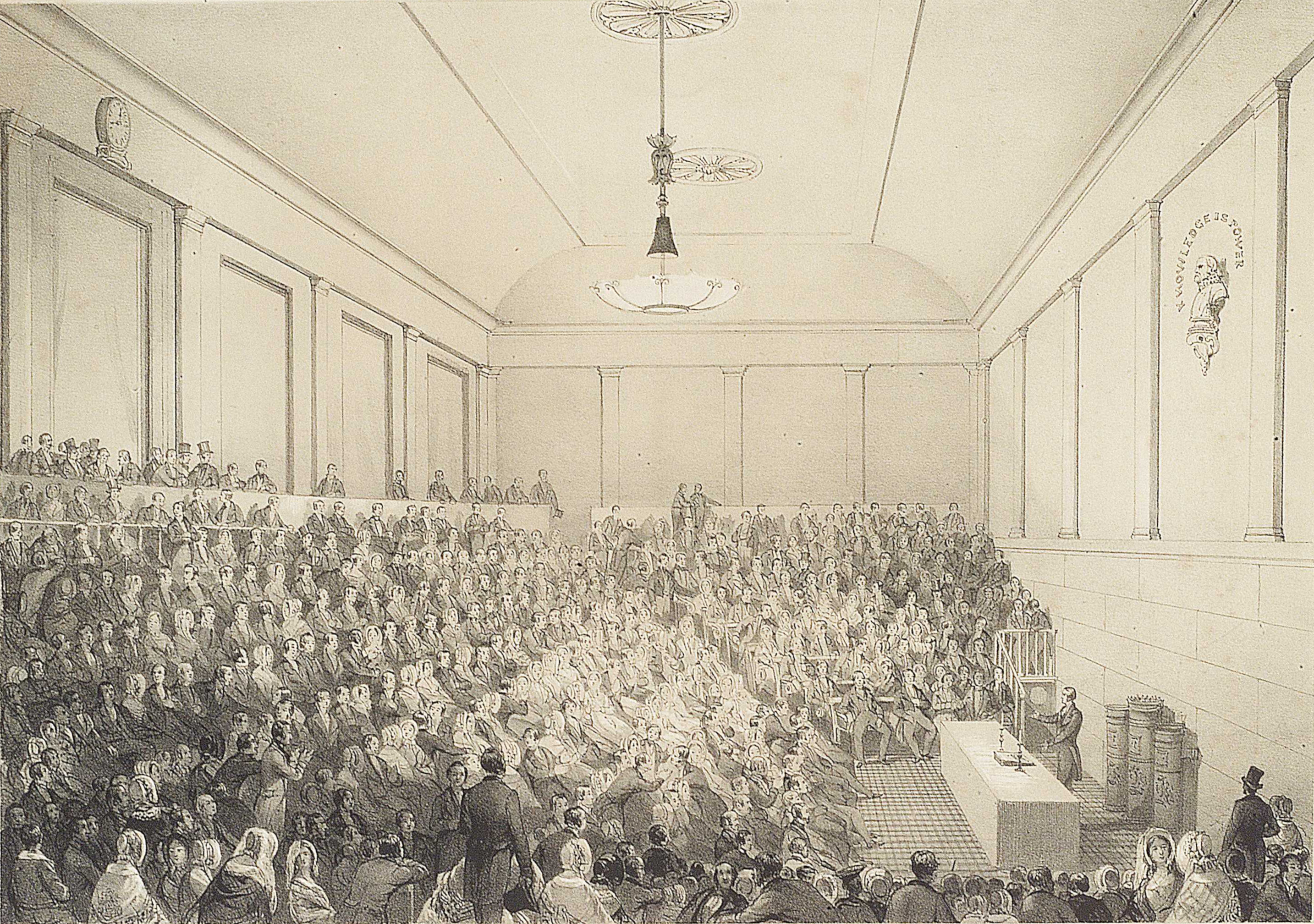
Auditório da Sociedade para a Difusão de Conhecimento Útil de Greenwichem sua inauguração em 15 de fevereiro de 1843

Henry Brougham considerou que a educação em massa era um pré-requisito essencial para a reforma política. Em outubro de 1824, ele contribuiu com um artigo sobre "educação científica das pessoas" para a Whig Edinburgh Review, no qual argumentava que a educação popular seria grandemente melhorada pelo incentivo de publicações baratas para complementar os numerosos institutos provinciais de mecânica recentemente fundados. No ano seguinte, uma versão deste artigo foi publicada como um panfleto intitulado Observações práticas sobre a educação das pessoas dirigida às classes trabalhadoras e aos seus empregadores, vendendo pelo menos 19 edições. Em abril de 1825, Brougham começou a tentativa de fundar uma sociedade para produzir livros educacionais baratos, embora só em novembro de 1826 o SDUK tenha sido formalmente fundado.  Um dos presentes na primeira reunião foi o filósofo James Mill, e o comitê fundador incluiu muitos Fellows da Royal Society e Membros do Parlamento, bem como doze membros do comitê fundador da recém fundada University College London.

## Objetivos
As publicações do SDUK destinavam-se à classe trabalhadora e à classe média, como um antídoto à produção mais radical das imprensas indigentes. Para alcançar esse objetivo, a Sociedade decidiu agir como intermediária entre autores e editores, lançando diversas publicações seriadas. Seus impressores incluíam Baldwin & Cradock, mais tarde sucedido por Charles Knight. O SDUK encomendou trabalhos, tratou com os impressores e, finalmente, distribuiu as publicações. Os lucros foram usados para continuar o trabalho da Sociedade. Ao utilizar as novas tecnologias de produção em massa, como as prensas a vapor e o estereótipo, a Sociedade e os seus impressores mantiveram os custos baixos e conseguiram vender os livros a preços muito mais baratos do que o habitual.

A Sociedade enfrentou oposição. A Literary Gazette montou uma campanha em nome do comércio de livros, apoiada por publicações como a Royal Lady's Magazine, que reclamou no início da década de 1830 que:
Poucas pessoas estão cientes de que a Sociedade para a Difusão do Conhecimento Útil fez, e ainda faz, mais para arruinar o comércio de livros do que toda a mudança dos tempos, a falta de dinheiro, o peso dos impostos, e até mesmo a lei da difamação realizaram; no entanto, eles – um comitê de nobres e pretensos patriotas – têm permissão para continuar com a sua insensibilidade, ou melhor, considerando as centenas de milhares envolvidos no comércio de livros, podemos acrescentar, brutal, carreira, sem interrupção. 

## Atividades

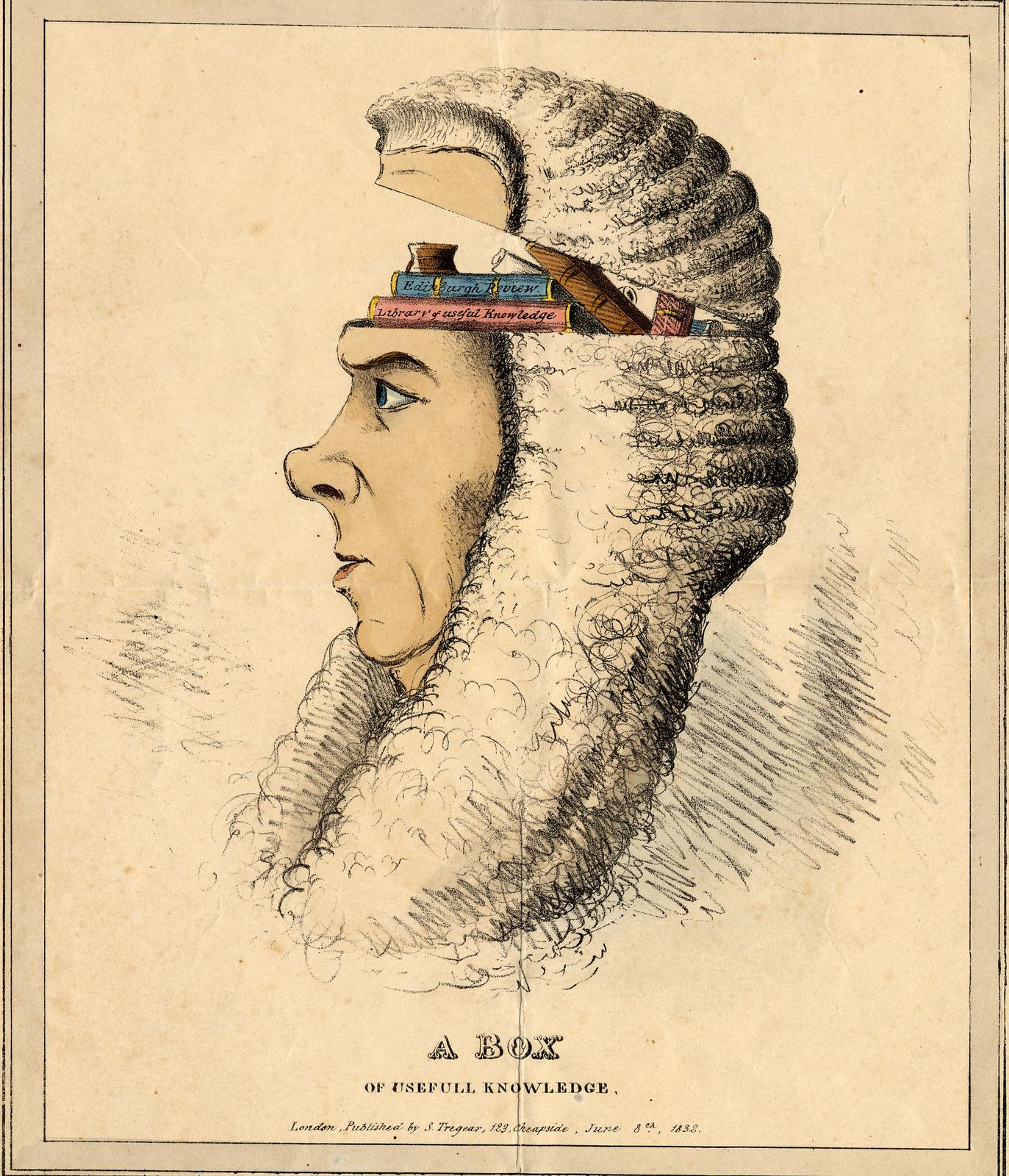
"A Box of Useful Knowledge" (1832), artista desconhecido. A imagem retrata Brougham como Lord Chancellor, com SDUK e outras publicações dentro.

O programa de publicação SDUK começou com a Library of Useful Knowledge.  Vendidos por seis centavos e publicados quinzenalmente, seus livros enfocavam temas científicos. Como muitas outras obras do novo gênero de ciência popular – como os Tratados de Bridgewater e Consolations in Travel de Humphry Davy – os livros da Library of Useful Knowledge imbuíram diferentes campos científicos com conceitos de progresso: o uniformitarismo na geologia, a hipótese nebular na astronomia e a scala naturae nas ciências da vida. Segundo o historiador James A. Secord, tais trabalhos atenderam à demanda por "conceitos gerais e leis simples" e, no processo, ajudaram a estabelecer a autoridade da ciência profissional e das disciplinas científicas especializadas.
O primeiro volume da Library of Useful Knowledge, uma introdução à série de Brougham sobre os "objetos, vantagens e prazeres da ciência", vendeu mais de 33 mil exemplares no final de 1829. Apesar do sucesso inicial da série, no entanto, logo ficou claro que ela era muito exigente para muitos leitores, e a Sociedade começou a oferecer publicações mais variadas e atraentes, começando com a Library of Entertaining Knowledge (1829-38) e a Penny Magazine (1832–1845), um semanário ricamente ilustrado  que teve grande sucesso, com vendas superiores a 200 mil exemplares no primeiro ano. O escopo e a escala das atividades da Sociedade expandiram-se ainda mais na década seguinte e incluíram a produção da Penny Cyclopaedia (1833-1843) em 27 volumes.
Embora as vendas dessas publicações possam ter ocorrido mais entre as classes médias do que entre as classes trabalhadoras, a Sociedade teve um papel significativo no pioneirismo "da ideia de publicações baratas e melhores, gratuitas e facilmente disponíveis, bem produzidas e distribuídas em um escala até então desconhecida" e tornou-se ícone da " Marcha do Intelecto". O editor Charles Knight tem grande parte do crédito pelo sucesso das publicações SDUK. Ele se envolveu em extensas campanhas promocionais e trabalhou para melhorar a legibilidade do material, às vezes obscuro.
O compromisso contínuo da Sociedade com os elevados padrões intelectuais com os quais foi concebida provavelmente contribuiu para o seu declínio final, à medida que o número de assinantes e a venda de publicações diminuíam. O Biographical Dictionary iniciado em 1842 foi um projeto ambicioso e contribuiu para o fim da Sociedade.

## Publicações seriadas principais[15]
- - Library of Useful Knowledge (1827–1846)
  - British Almanac (1828–1914; e um Companion)
  - Library of Entertaining Knowledge (1829–1838)
  - Working Man's Companion (1831–1832)
  - Quarterly Journal of Education (1831–1835)
  - Penny Magazine (1832–1845)
  - Gallery of Portraits (1832–1834)
  - Penny Cyclopaedia (1833–1843)
  - Library for the Young (1834–1840)
  - Farmers Series (1834–1837)[16]
  - Biographical Dictionary (1842–1844)
  - Maps

## Sociedades relacionadas
Um grupo estadunidense de mesmo nome foi fundado como parte do movimento Lyceum nos Estados Unidos em 1829. Sua filial de Boston patrocinou palestras de nomes como Ralph Waldo Emerson e esteve ativa de 1829 a 1947.  Em 1838 e 1839, a American Society for the Diffusion of Useful Knowledge publicou um conjunto de livros em cinquenta volumes chamado The American School Library.